# Zambrów

Stemă

Zambrów este un oraș în Polonia.